# 麦洼乡 (理塘县)
麦洼乡，是中华人民共和国四川省甘孜藏族自治州理塘县下辖的一个乡镇级行政单位。

## 行政区划
麦洼乡下辖以下地区：
大中村、康村、措洼村、热鲁村、埃地村、卡龚村和斯合村。